# Vittorioso
Vittorioso is een Italiaanse muziekterm met betrekking tot de manier waarop een stuk of passage uitgevoerd dient te worden. Men kan de term vertalen als als een overwinning. Dit betekent dus dat, als deze aanwijzing wordt gegeven, men zo moet spelen dat het de emoties behorende bij een overwinning uitstraalt. Deze aanwijzing heeft vooral betrekking op de voordracht van een stuk en niet zozeer op het tempo of de dynamiek, waarvoor vaak aparte aanwijzingen worden gegeven. Toch kan het voorkomen dat bij de uitvoer van de aanwijzing, toch enige wijzigingen in deze aspecten worden gemaakt, ten behoeve van het karakter van de muziek.